# Tricentra ellima
Tricentra ellima är en fjärilsart som beskrevs av William Schaus 1901. Tricentra ellima ingår i släktet Tricentra och familjen mätare. Inga underarter finns listade i Catalogue of Life.